# هلند (حوزه سرشماری)، ماساچوست
هلند (به انگلیسی: Holland) یک منطقهٔ مسکونی در ایالات متحده آمریکا است که در شهرستان همپدن، ماساچوست واقع شده‌است. هلند ۸٫۴۶ کیلومتر مربع مساحت و ۱٬۴۶۴ نفر جمعیت دارد و ۲۱۲ متر بالاتر از سطح دریا واقع شده‌است.